# Bazylia amerykańska
Bazylia amerykańska (Ocimum americanum L.) − gatunek rośliny z rodziny jasnotowatych charakteryzujący się cytrynowym zapachem i smakiem. Wbrew nazwie, pochodzi ze Starego Świata.

## Morfologia
ŁodygaRozgałęziona, wysokości ok. 45 cm.
LiściePodłużne, owalne, jasnozielone, matowe. Brzegi piłkowane.
KwiatyDrobne, białe lub lawendowe.

## Zastosowanie
- Roślina przyprawowa − z powodu cytrusowego aromatu bazylia cytrynowa jest używana zwłaszcza do przyprawiania dań z ryb i owoców morza, jest to popularna przyprawa w kuchniach Azji Południowo-Wschodniej[4].

## Inne gatunki bazylii o cytrynowym aromacie
Oprócz bazylii amerykańskiej cytrusowy aromat mają również Ocimum basilicum citriodora oraz hybryda bazylii amerykańskiej z bazylią pospolitą. Obie te rośliny również nazywane są czasem bazylią cytrynową.

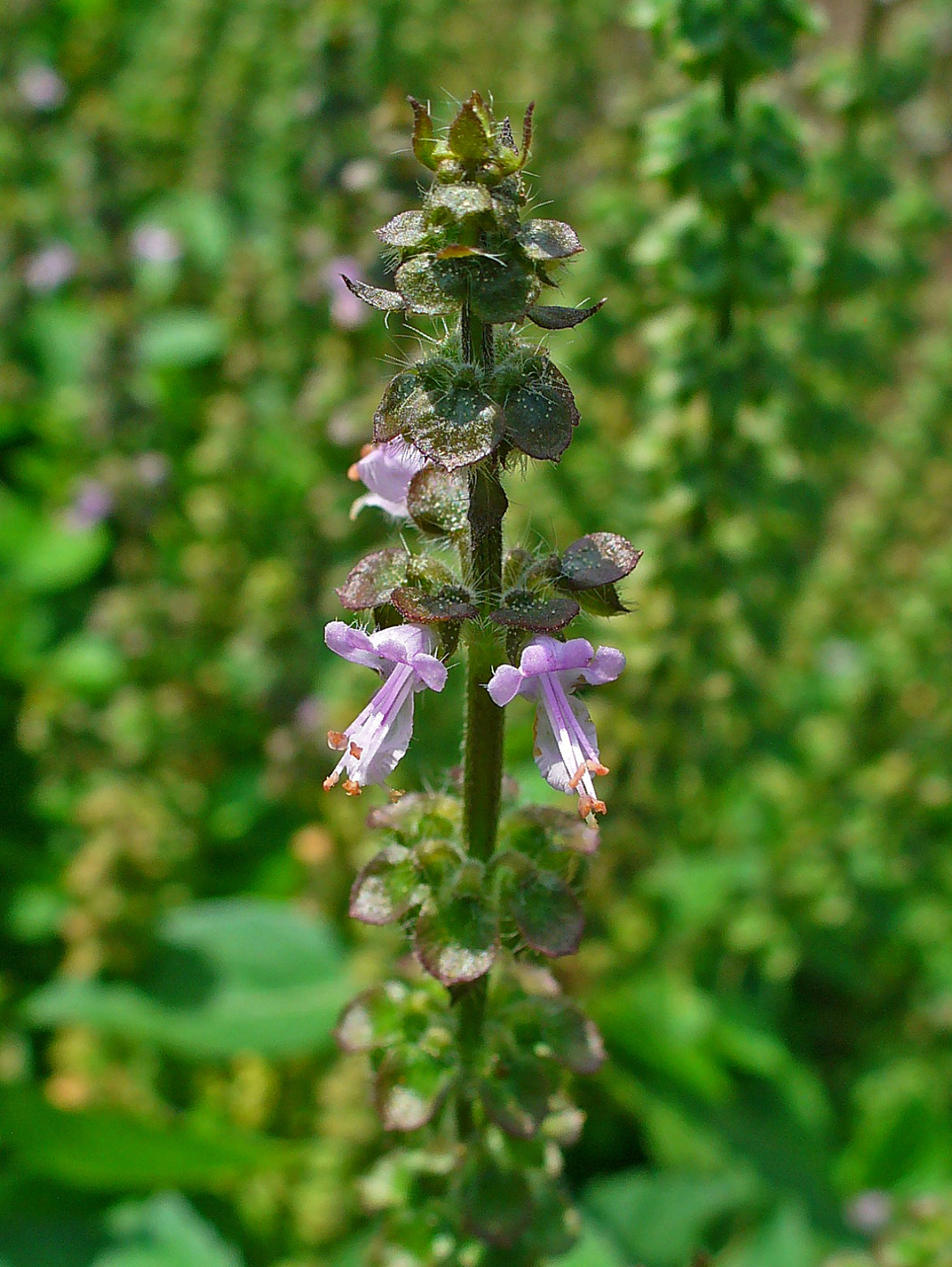
Zbliżenie kwiatów